# Смородина золотистая
Сморо́дина золоти́стая, или Сморо́дина золота́я (лат. Ribes aureum) — кустарник, вид рода Смородина (Ribes) семейства Крыжовниковые (Grossulariaceae).
На юге России и в Средней Азии растение имеет разговорное название «крандаль» (по названию одного из сортов, культивируемых на территории бывшего СССР).

## Распространение и экология
В природе ареал вида охватывает юго-западные районы Канады, центральные и западные районы США, север Мексики. Растение натурализовалось и культивируется в Европе, Средней Азии и на всей территории Северной Америки. На территории России встречается в европейской части, на Кавказе, Алтайском крае и на Дальнем Востоке.
Растение засухоустойчиво (в отличие от других видов смородины), выносит засоленность почвы, морозостойко. Светолюбиво: под пологом сомкнутых насаждений наблюдается изреживание.
Хорошо возобновляется порослью и отводками.
|                                                                      |
|                                                                      |
|                                                                      |
| Сверху вниз. Лист. Цветки и бутоны. Листья в осенней окраске и плоды |

## Ботаническое описание
Смородина золотистая — листопадный кустарник высотой 2—2,5 м. Побеги красные, голые или мелко опушённые, маловетвистые, с ежегодным приростом в 30—40 см. Корни мощные, уходящие в почву на глубину около 1,5 м.
Листья очерёдные, длиной около 5 см, шириной 6 см, в очертании округло-почковидные, с 3 глубокими тупыми 2—3-зубчатыми лопастями и клиновидным основанием, с обеих сторон голые.
Кисти 5—15-цветковые, длиной 3—7 см, с крупными прицветниками, прямостоящие. Цветки жёлтые, жёлто-зелёные, душистые, до 1,5 см в диаметре, с трубчатым тонким гипантием (органом, образовавшимся в результате срастания цветоложа с цветочной трубкой) длиной до 1 см; чашелистики во время цветения распростёртые, при плодах прямостоящие; лепестки вдвое короче чашелистиков, в начале цветения имеют такую же окраску, как чашелистики, позже становятся оранжево-красными или красно-фиолетовыми.
Ягоды шаровидные, чёрные или пурпурно-коричневые, у некоторых сортов — прозрачно-жёлтые, диаметром 6—8 мм, съедобные, с 2—26 семенами.
Цветёт в мае, продолжительность цветения — 15—20 дней. Плодоносит в июле.
С середины августа густая листва приобретает оранжево-красную, а к сентябрю багрово-карминовую окраску, которая остаётся в таком виде до зимы.

## Хозяйственное значение и применение
В Европу завезена в первой половине XVIII века как декоративное растение. Позже была отлажена технология прививки на смородину золотистую другие виды смородины и крыжовник для выращивания их в штамбовой форме и повышения урожайности. Используется для организации живых изгородей, одиночных и групповых посадок. В Узбекистане, Казахстане и некоторых южных областях России возделывают как ягодную культуру с высокими ежегодными урожаями.
Иван Мичурин от посева семян американского сорта «Крандаль» (англ. Crandall) вывел несколько сортов, в частности, «Сеянец Крандаля», ставший одним из родоначальников сортов и элитных форм, выведенных в других научно-исследовательских учреждениях России, Украины и Узбекистана. В 1930—1940 годах смородина золотистая получила довольно широкое распространение на юге и юго-востоке России, включая степные районы Сибири и Алтайского края, а также северного Казахстана, в связи с проведением агролесомелиоративных работ по борьбе с засухой и созданием лесозащитных полос, в качестве нетребовательной к почвенным условиям, засухоустойчивой культуры.
Смородина золотистая вполне пригодна для посадки в защитные лесные полосы в качестве почвозащитного и ягодного кустарника не только на чернозёмах, но и на тёмнокаштановых почвах. В защитные лесопосадки высаживают в одно-двухлетнем возрасте.Лучше всего растёт в опушечных и при опушечных рядах.
Относится к число хороших медоносных растений. Наблюдения сделанные в 1973—1974 годах в условиях Псковской области показали среднее выделение 73,3 кг сахара на 1 гектар, а мёдопродуктивность 91,7 кг с 1 гектара посадок. Выделение нектара в умеренно прохладную и влажную погоду было лучше, чем в сухую. Нектар содержит до 60% сахаров. Продуктивность нектара одним цветков 1 мг.

## Классификация

### Разновидности
В рамках вида выделяют несколько разновидностей:
- Ribes aureum subsp. gracillimum (Coville & Britton) A.E.Murray[8] — произрастает в Калифорнии;
- Ribes aureum var. villosum DC.[9] [syn.  Ribes odoratum H.L.Wendl.] — произрастает в центральных районах США (штаты Арканзас, Техас, Айова, Канзас, Миннесота, Миссури, Небраска, Северная и Южная Дакота, Оклахома).

### Таксономия
Вид Смородина золотистая входит в род Смородина (Ribes) семейства Крыжовниковые (Grossulariaceae) порядка Камнеломкоцветные (Saxifragales).
|  |                                      |  |                                                              |                                                              |                         |  | ещё 14 семейств (согласно Системе APG III) |  |  |                     |                          |
|  |                                      |  |                                                              |                                                              |                         |  |                                            |  |  |                     |                          |
|  |                                      |  |                                                              | порядок Камнеломкоцветные                                    |                         |  |                                            |  |  |                     | вид Смородина золотистая |
|  |                                      |  |                                                              | порядок Камнеломкоцветные                                    |                         |  |                                            |  |  |                     | вид Смородина золотистая |
|  | отдел Цветковые, или Покрытосеменные |  |                                                              |                                                              | семейство Крыжовниковые |  | род Смородина                              |  |  |                     |                          |
|  | отдел Цветковые, или Покрытосеменные |  |                                                              |                                                              |                         |  | род Смородина                              |  |  |                     |                          |
|  |                                      |  | ещё 58 порядка цветковых растений (согласно Системе APG III) | ещё 58 порядка цветковых растений (согласно Системе APG III) |                         |  |                                            |  |  | ещё около 150 видов |                          |
|  |                                      |  |                                                              | ещё 58 порядка цветковых растений (согласно Системе APG III) |                         |  |                                            |  |  |                     |                          |